# Костомаровка (Кировоградская область)
Костома́ровка (укр. Костомарівка) — село в Кетрисановской сельской общине Кропивницкого района Кировоградской области Украины.
До 2020 года входило в Бобринецкий район
Население по переписи 2001 года составляло 489 человек. Почтовый индекс — 27260. Телефонный код — 5257. Занимает площадь 0,721 км². Код КОАТУУ — 3520884001.
Костомаровка расположена вблизи Северного Причерноморья. Первые поселенцы появились на этих землях, которые назывались Диким полем, ещё в 1750 году